# MAN NM 152
Pour le modèle suivant, voir MAN NM 152(2).
Le MAN NM 152 est un midibus construit par MAN et Göppel entre 1990 et 1993.

## Histoire
En 1990, MAN et Göppel présentent le NM 152, un midibus à plancher bas, l'un s'occupant du châssis et l'autre, respectivement de la carrosserie.
La version 180 ch est nommé NM 182
En 1993, le NM 152 est remplacé par le NM 152(2).

## Caractéristiques techniques
Ce midibus possède 28 places assises et 30 places debout soit 54 places au total.
- Longueur             = 8 700 m
- Largeur              = 2,400 m
- Hauteur              = 2,757 m
- Empattement          = 4,200 m
- Poids à vide         = 12,400 t
- Puissance            = 155 ch pour le NM 152 et 180 ch pour le NM 182